# Oxira arenosa
Oxira arenosa là một loài bướm đêm trong họ Noctuidae.